# تسفيتيلاين تشيونتشكوف
تسفيتيلاين تشيونتشكوف (بالبلغارية: Цветелин Чунчуков)‏ (26 ديسمبر 1994 بصوفيا في بلغاريا - ) هو لاعب كرة قدم بلغاري في مركز الهجوم. شارك مع منتخب بلغاريا تحت 21 سنة لكرة القدم. أما مع النوادي، فقد لعب مع نادي بوتيف بلوفديف ونادي لودوغورتس رازغراد ولودوغورتس رازغاردز II ‏ وFC Rakovski ‏.

## وصلات خارجية
- تسفيتيلاين تشيونتشكوف على موقع الاتحاد الأوربي (الإنجليزية)
- تسفيتيلاين تشيونتشكوف على موقع قاعدة بيانات كرة القدم.إي يو (الإنجليزية)
- تسفيتيلاين تشيونتشكوف على موقع ناشيونال فوتبول تيمز (الإنجليزية)
- تسفيتيلاين تشيونتشكوف على موقع Soccerway.com (الإنجليزية)
- تسفيتيلاين تشيونتشكوف على موقع AS.com (الإسبانية)